# Iwo Byczewski
Iwo Byczewski (ur. 29 lutego 1948 w Poznaniu) – polski prawnik, polityk i dyplomata, wiceminister spraw zagranicznych (1991–1995), ambasador przy Unii Europejskiej (2001–2002) oraz w Belgii (2002–2007) i Tunezji (2012–2016).

## Życiorys
Absolwent studiów prawniczych na Wydziale Prawa i Administracji Uniwersytetu im. Adama Mickiewicza w Poznaniu. Studiował także w paryskim Instytucie Nauk Politycznych (1966–1967) oraz w Kolegium Europejskim w Brugii (1971–1972). Doktoryzował się z zakresu prawa międzynarodowego publicznego w Instytucie Państwa i Prawa Polskiej Akademii Nauk w 1988.
W swojej karierze zawodowej był dziennikarzem, urzędnikiem Ministerstwa Sprawiedliwości (1977–1982), a następnie pracownikiem Instytutu Nauk Ekonomicznych Polskiej Akademii Nauk (1982–1989).
Od września 1980 w „Solidarności”, członek komitetu założycielskiego. W 1980–1981 członek Komitetu Zakładowego w Ministerstwie Sprawiedliwości, przewodniczący związku w Komisji Badania Zbrodni Hitlerowskich. Po wprowadzeniu stanu wojennego kolporter wydawnictw podziemnych i organizator transportu. W okresie przemian politycznych był współpracownikiem Komitetu Obywatelskiego przy Lechu Wałęsie. W 1989 uczestnik obrad Okrągłego Stołu w podzespole do spraw stowarzyszeń i samorządu terytorialnego.
Od 1989 podejmował pracę w administracji państwowej, m.in. w Kancelarii Senatu RP i następnie w Urzędzie Rady Ministrów jako wicedyrektor biura. Od stycznia 1990 dyrektor Departamentu Personalnego w Ministerstwie Spraw Zagranicznych. Od lipca 1991 do stycznia 1995 sprawował urząd podsekretarza stanu w tym resorcie.
Od połowy lat 90. działał w biznesie, m.in. jako przewodniczący rady nadzorczej Alcatela. Od 1997 do 2001 był prezesem Centrum Stosunków Międzynarodowych. W 2001 został stałym przedstawicielem RP przy Unii Europejskiej. Następnie od 2002 do 2007 pełnił funkcję ambasadora Polski w Belgii.
Został członkiem komitetu poparcia Bronisława Komorowskiego przed przedterminowymi wyborami prezydenckimi w 2010.
W listopadzie 2012 złożył list akredytacyjny na ręce prezydenta Republiki Tunezyjskiej, obejmując urząd ambasadora RP w tym kraju. Odwołany z dniem 31 lipca 2016.
Został wykładowcą i członkiem rady programowej Akademii Służby Zagranicznej i Dyplomacji w Collegium Civitas.

## Życie prywatne
Jest mężem aktorki Anny Nehrebeckiej. Wnuk Bohdana Winiarskiego.

## Odznaczenia
- Krzyż Oficerski Orderu Odrodzenia Polski (1995)[5]
- Krzyż Komandorski Orderu Odrodzenia Polski (2009)[6]